# Perdiu de mar alanegra
La perdiu de mar alanegra (Glareola nordmanni) és una espècie d'ocell de la família dels glareòlids (Glareolidae) que en estiu habita terrenys oberts, vores de llacs i valls des d'Hongria i Romania cap a l'est, per Ucraïna, fins a Kazakhstan i sud-oest de Sibèria. En hivern a l'àrea del Sahel africà i del Kalahari i els seus voltants.